# Судебный процесс по делу о сериале «Игры Биста»
16 сентября 2024 года в Верховный суд Лос-Анджелеса от имени пяти анонимных участников (обозначенных в иске как участники под номером от 1 до 5) реалити-шоу «Игры Биста» стоимостью 100 миллионов долларов на Prime Video был подан коллективный иск против MrBeast (на его продюсерскую компанию MrB2024, LLC), Off One's Base, LLC, Amazon Alternative, LLC и 100 анонимных лиц.
В жалобе утверждалось, что к участникам «Игры Биста» применялись жестокие методы, включая сексуальные домогательства, отсутствие медицинской помощи, плохое питание, неоплаченные расходы и заработную плату, а также искажение информации о количестве участников шоу.

## Предыстория

### Шоу
«Игры Биста» — реалити-шоу, вышедшее на Amazon Prime Video 19 декабря 2024 года. О шоу было объявлено в марте 2024 года, а первый раунд снимался на Allegiant Stadium в Парадайсе, штат Невада, США, где участники ели, спали и жили. 18 июля 2024 года 2000 участников прибыли для начала съёмок. Оставшаяся часть шоу была снята в Downsview Park в Торонто, Онтарио, Канада, в августе 2024 года. Сообщалось, что бюджет шоу составил 100 миллионов долларов, а приз за первое место — 5 миллионов долларов.

### Истцы
Истцы фигурируют в иске как участник 1, участник 2, участник 3, участник 4 и участник 5. Участники 1 и 2 являются жителями округа Лос-Анджелес, штат Калифорния. Участники 3 и 4 являются жителями штата Калифорния. Участник 5 является жителем США. Все пятеро были наняты продюсерскими компаниями в качестве участников «Игры Биста».

### Ответчик
Джеймс Стивен Дональдсон, более известный как MrBeast — американский ютубер, интернет-знаменитость и бизнесмен. У него более 332 миллионов подписчиков, и он владеет самым подписываемым каналом на YouTube. MrB2024, LLC — продюсерская компания, принадлежащая Дональдсону.
Off One's Base, LLC — независимая продюсерская компания, одна из продюсеров «Игры Биста». Amazon Alternative, LLC создаёт телевизионные шоу без сценария и является подразделением Amazon MGM Studios. 100 анонимных лиц, упомянутых в иске как «Доуи 1–100» — это сотрудники, имена которых пока неизвестны участникам, подавшим иск.

## Обвинения
В адрес продюсерских компаний было выдвинуто несколько обвинений в сексуальных домогательствах. Кроме того, участники утверждают, что им не платили за их работу в должном размере, а зачастую не платили вообще. Участники также заявили, что они до сих пор не получили обещанные призы и компенсации. Кроме того, участники заявили, что на протяжении всего шоу они не получали достаточного количества еды или медицинской помощи, несмотря на то, что многие из них получили травмы. Участники также заявили, что у них забрали телефоны и другие личные вещи перед тем, как они пришли на съёмочную площадку.
В жалобе также утверждалось, что участников заставляли предоставлять ложную информацию и ошибочно классифицировали как волонтёров, а не сотрудников, чтобы производство могло получить налоговые льготы в Неваде и избежать уплаты других налогов. Кроме того, истцы утверждали, что им сказали, что в конкурсе примут участие 1000 человек, но позже выяснилось, что 1000 человек — это 1000 участников телешоу из первоначальных 2000.
В результате условий, с которыми они столкнулись, участники заявили, что поведение продюсерских компаний и персонала причинило им «серьёзные эмоциональные страдания».

## Реакция
Представитель Дональдсона заявил, что:
Промо-ролик MrBeast, в которой приняли участие более 2000 человек, к сожалению, была осложнена глобальным сбоем, экстремальными погодными условиями и другими непредвиденными логистическими и коммуникационными проблемами, которые мы в настоящее время рассматриваем, но мы благодарны за то, что практически все, кто был приглашён в Торонто на нашу следующую съёмку, с энтузиазмом приняли наше приглашение.

Мы напрямую связались с 97 процентами из 2000 человек, принявших участие, чтобы узнать их мнение, начали официальную проверку процесса и предприняли шаги, чтобы извлечь уроки из этого опыта. Мы рады приветствовать сотни мужчин и женщин на крупнейшем в истории игровом шоу в мире.
С тремя названными производственными компаниями неоднократно связывались, в том числе Variety, Би-би-си, CNN и CBS News. Во всех случаях Amazon отказалась от комментариев. В одном случае представители MrBeast отказались от комментариев, а в других случаях не ответили на запрос о комментариях. Би-би-си заявила, что не смогла связаться с Off One для получения комментариев.
25 ноября 2024 года Дональдсон ответил пользователю X, заявив, что «за кулисами происходит много всего, что показывает, насколько раздутыми были эти заявления», но что он «не может опубликовать это сейчас, потому что это испортит игру».  Дональдсон и продюсерские компании до сих пор не сделали никаких официальных заявлений. 